# De gelukkige huisvrouw
De gelukkige huisvrouw is de debuutroman van de Nederlandse auteur Heleen van Royen, in 2000 verschenen bij uitgeverij Vassallucci.
Het boek is gedeeltelijk autobiografisch. De vader van het ik- en hoofdpersonage Lea Meyer-Cornelissen heeft zich evenals Van Royens vader verdronken in de Sloterplas. Evenals haar personage werd Van Royen jaren na dato een tijd opgenomen in een psychiatrische inrichting vanwege het onverwerkte trauma dat daaruit voort kwam.
In 2010 is de gelijknamige film uitgekomen.

## Verhaal
Lea Meyer-Cornelissen is een begin-dertiger die is getrouwd met Harry, een goed verdienende makelaar. Het is haar tweede huwelijk, nadat ze eerder scheidde van Ed. Wanneer Harry voorstelt een kind te nemen, is haar eerste ingeving 'nee'. Lea is vanaf haar dertiende opgegroeid zonder vader, omdat deze zich toen in de Sloterplas verdronk. De man en zijn familie waren op dat moment al zo vervreemd van elkaar, dat niemand wakker lag van zijn dood. Lea en haar drie jaar oudere zus Birgit kregen een lachbui toen ze hoorden dat hij overleden was en haar moeder kent alleen negatieve verhalen over hem. Lea is niet naar haar vaders begrafenis geweest. Nadat Harry belooft haar altijd te blijven beminnen, stemt ze toch toe om zijn kinderwens te vervullen.
De bevalling zit op alle mogelijke manieren niet mee. Ondanks dat haar weeën niet op gang willen komen, wordt een keizersnede haar ontzegd. Harry junior komt uiteindelijk ter wereld na diverse inknippingen en pogingen het kind te halen door middel van vacuümextractie en de verlostang. Lea lijdt daarbij veel pijn en moet nog tijden leven met hechtingen en beschadigingen aan haar lijf. De bevalling blijkt tevens iets heel anders op gang gebracht te hebben, want Lea ontspoort volledig, krijgt waanideeën en wordt een gevaar voor haar kind. Op een zeker moment stopt ze deze in een doos op zolder, 'zodat ze hem kunnen vergeten en alles weer zo zal worden als vroeger'. Uiteindelijk wordt ze met goedkeuring van Harry en haar familie opgenomen in een psychiatrische inrichting, waar ze onder behandeling komt van psychiater Beau van Kooten.
Van Kooten komt er in hun sessies achter dat Lea de dood van haar vader nooit verwerkt heeft. In plaats daarvan heeft ze een weggestopt trauma opgelopen door zijn zelfmoord. Hoewel Lea aanvankelijk Van Kootens verklaring betwijfelt, gaat ze meer en meer haar best doen om naar hem te luisteren. Gaandeweg komen steeds meer - ook positieve - herinneringen aan haar vader boven en probeert Van Kooten haar alsnog door een verlaat rouwproces heen te helpen.
Lea staat er gedurende deze periode grotendeels alleen voor. Ze heeft voornamelijk steun aan Van Kooten, van wie ze moeilijk kan inschatten in hoeverre hij persoonlijk met haar bezig is en in hoeverre professioneel. Harry is vooral bezig met Harry junior en vindt de verklaring van de psychiater maar onzin, haar moeder heeft niets positiefs te vertellen over wijlen haar man en tennismaatje Corine weet de oppervlakkigheid niet te ontstijgen. Haar zus Birgit toont wel goede wil, maar weet zich amper raad met het omgaan met familiebanden.

## Verhaalopbouw
Het boek springt heen en weer in de tijd tussen een tijd vanaf Lea's geboorte in 1966 en het 'nu' in 1998, inclusief bevalling en de periode erna. Ieder hoofdstuk (42 stuks) begint met een paar destijds aan de pasgeboren Lea gerichte regeltjes tekst.

## Toneelbewerking
De gelukkige huisvrouw is op 7 december 2009 als toneelstuk in première gegaan, verzorgd door V&V Entertainment. Isa Hoes vertolkt de rol van Lea.